# Kevin Briggs (polícia)
O sargento Kevin Briggs (também conhecido como o Guardião da Ponte Golden Gate) é um polícia da California Highway Patrol conhecido pelo seu trabalho em intervenção suicida, tendo dissuadido mais de duzentas pessoas de saltar da Ponte Golden Gate na Baía de São Francisco. Em 2013, Briggs reformou-se da California Highway Patrol para concentrar os seus esforços na prevenção do suicídio.

## Biografia
Kevin Briggs ingressou no Exército dos Estados Unidos em 1981 e serviu por 3 anos. Em 1987, tornou-se agente penitenciário trabalhando nas prisões de Soledad e San Quentin. Briggs se formou-se na Academia da California Highway Patrol em 1990. Em 1994, ele começou a patrulhar a Ponte Golden Gate, estimando que havia dissuadido cerca de duas pessoas por mês de cometer suicídio. Duas pessoas saltaram após a sua intercessão.
Em 2003, Briggs descreveu uma conversa típica — começando por perguntar como a pessoa estava e depois perguntando sobre os seus planos para o dia seguinte. Ele perguntava: "Você está aqui para se magoar?" Se eles não tivessem planos para o dia seguinte, ele tentava fazer planos com eles, convidando-os a voltar para a ponte se o plano não desse certo no final do dia.
Em maio de 2013, a American Foundation for Suicide Prevention reconheceu a Patrulha Rodoviária da Califórnia com um prémio de serviço público na prevenção do suicídio. Briggs aceitou o prémio em nome da California Highway Patrol. Em novembro de 2013, a NBC News fez uma crónica sobre Briggs e noticiou a sua reforma iminente. Após a sua aposentação da California Highway Patrol, Briggs planeia concentrar o seu trabalho na prevenção do suicídio.